# Voitures pour trains express de la Deutsche Reichsbahn (types 1928 à 1934)
Les voitures pour trains express (en allemand : Eilzugwagen) des types 1928 à 1934 (souvent résumés par l’appellation Type 1930) sont une série de plus de 1500 voitures métalliques pour trains express mises en service par la Deutsche Reichsbahn (chemins de fer allemands) à partir de 1930 (1928 et 1929 pour quelques exemplaires de présérie).
Elles étaient destinées aux trains express tandis que d'autres séries de voitures métalliques (les Schnellzugwagen) étaient utilisées sur les trains rapides.
À partir de 1935, une autre série de voitures soudées et plus confortable sera mise en service et utilisée conjointement avec ces voitures.
Après la guerre, elles seront utilisées par la DB et la DR ainsi que par d'autres pays en moindre quantité (France, Pologne, Autriche, Tchécoslovaquie, Belgique...).
Leur carrière prend fin entre les années 1960 et les années 1980.

## Histoire

### Les Eilzüge, trains semi-directs allemands
La catégorie des trains express (Eilzüge) apparaît en Allemagne en 1907. Il s’agit d’une catégorie à mi-chemin entre les trains rapides (appelés Schnellzüge ou D-züge) et les trains de voyageurs ordinaires à arrêts fréquents (Personenzüge).
Elle permettait de relier des villes et lignes jusqu’alors non desservies par les trains rapides et pouvaient aussi amener les voyageurs vers une gare de correspondance avec ou une ville principale avec des temps de parcours réduits.
Entre 1922 et le changement d’horaires du 7 octobre 1928, ils étaient désignés Beschleunigte Personenzüge (BP) : trains de voyageurs accélérés.
Ces trains étaient initialement formés à partir de voitures à bogies d'avant-guerre, à portières latérales, dont les plus anciennes étaient à leurs débuts utilisées pour les trains rapides. Avec l'élimination de la quatrième classe en 1928, d'autres efforts dans l'amélioration du confort ont été faites par la DRG.
Cela a abouti à la mise au point de voitures dédiées pour ces trains express, plus confortables que le matériel ancien mais plus capacitaires que les voitures construites à la même époque pour les trains directs (D-zugwagen).

### Mise au point
Afin d'augmenter le confort sur les relations semi-directes et radier ou de reléguer vers d'autres services les voitures à portières latérales utilisées sur ces trains, la DRG commanda d’abord plusieurs prototypes livrées en 1928 et 1929, qui devaient permettre de tester la meilleure configuration.
Une première série de voitures émanant de ces directives fut construite pour assurer les trains "Karwendel" entre Munich et Innsbruck. Ces voitures, (cinq de seconde classe et sept de troisième classe) seront par la suite rattachées à la série des Eilzugwagen. Elles s’en rapprochent de par leur aménagement à couloir central et portes en bout mais se distinguent par une finition plus luxueuse, la présence de soufflets et l'emploi de portes à un seul battant.

#### Caractéristiques communes
Les voitures de série adoptent une caisse rivetée dont la longueur varie autour de 21 mètres, elles sont aménagées à couloir central en configuration 1+3 en seconde classe et 2+3 en troisième classe.
Les portes sont disposées en retrait, comme sur les voitures pour trains rapides des types 1928 à 1934 alors produites en parallèle mais les extrémités de toiture, au lieu d’être droites, disposent d'un léger arrondi en forme de panier identique aux voitures-salons du train de luxe Rheingold. Pour diminuer les temps de descente et de montée tout en renonçant aux désavantages des multiples portières à fermeture manuelle, les ingénieurs préconisent de doter les plates-formes des voitures de troisième classe et celles de la partie troisième classe des voitures mixtes de portières à deux battants tandis que les fourgons, les voitures de seconde classe et la partie seconde classe des voitures mixtes se contentent d’un seul battant.
Une toilette se trouve sur chaque plate-forme avec une largeur suffisamment faible pour disposer deux banquettes en vis-à-vis de l'autre côté du couloir. Plusieurs cloisons rythment l’intérieur de ces voitures.
Les fenêtres ont 1 mètre de large en seconde classe, 80 centimètres en troisième classe et celles des toilettes, en verre opaque, ont 60 centimètres de large.
Ces voitures possèdent une intercirculation ouverte, réservée au personnel, qui ne possède pas de soufflets mais un simple treillis en accordéon servant de rambarde lorsque deux voitures étaient attelées ensemble. Après, la guerre, elles seront toutes équipées de soufflets classiques ou de bourrelets UIC.

#### Types
Il existe cinq diagrammes avec de légères variations
- Une voiture entièrement seconde classe offrant 62 places
- Une voiture mixte offrant 23 places de seconde et 51 de troisième
- Une voiture mixte avec une répartition différente (24 de seconde et 40 de troisième)
- Une voiture entièrement troisième classe avec 86 places assises
- Un fourgon, qui comporte parfois une cuisine

### Effectif
Ces voitures étaient divisées en plusieurs séries présentant de petites différences entre elles,,
| Type (DRG) | Effectif (à l’origine) | Années de construction | Type (DB)       | Type (DR) | note                                                                       |
| ---------- | ---------------------- | ---------------------- | --------------- | --------- | -------------------------------------------------------------------------- |
| BC4i-28    | 8                      | 1928                   | AByse 611       |           | voitures de présérie                                                       |
| C4i-28     | 6                      | 1928                   | Bye 651         |           | voitures de présérie                                                       |
| B4i-29     | 4                      | 1929                   | Aye 601         |           | voitures de présérie                                                       |
| B4ü-bay29  | 5                      | 1929                   | Aye 602         |           | Karwendel                                                                  |
| BC4i-29    | 13                     | 1929 - 1930            | Abyse 613 à 615 |           | voitures de présérie                                                       |
| C4i-29     | 35                     | 1929 - 1930            | Bye 652 - 653   |           | voitures de présérie                                                       |
| C4ü-bay29  | 7                      | 1929                   | Bye 654         |           | Karwendel                                                                  |
| B4i-30     | 285                    | 1930 - 1932            | Bye 653 - 654   | A4üme30   |                                                                            |
| BC4i-30    | 150                    | 1930 - 1931            | AByse 617       | AB4üme30  | trois travées en en seconde classe et cinq en troisième                    |
| C4i-30     | 1221                   | 1930 - 1933            | Bye 655         | B4üme30   |                                                                            |
| Pw4i-30    | 2                      | 1930                   |                 |           | prototypes plus courts                                                     |
| BC4i-31    | 210                    | 1931 - 1932            | AByse 618       | AB4üme31  | trois travées en en seconde classe et cinq en troisième                    |
| Pw4i-31    | 303                    | 1931 - 1933            | Dye 971 à 975   | D4üme31   |                                                                            |
| ABC4ü-32   | 8                      | 1932                   | AByse 619       |           | Karwendel                                                                  |
| C4i-32     | 9                      | 1932                   | Bye 657 - 658   |           | prototypes à caisse soudée                                                 |
| C4ü-32     | 21                     | 1932                   | Bye 656         |           | Karwendel                                                                  |
| Pw4i-32    | 71                     | 1932                   | Dye 972 et 994  | D4üme32   | plus longues que les Pw4i-31                                               |
| BC4i-33    | 90                     | 1933 - 1934            | AByse 620 à 625 |           | quatre travées en en seconde classe et quatre en troisième                 |
| C4i-33     | 56                     | 1933 - 1934            | Bye 660 à 662   |           | caisse soudée                                                              |
| Pw4i-33    | 14                     | 1932                   | ?               | D4üme33   | caisse soudée                                                              |
| BC4i-34    | 56                     | 1934 - 1935            | Bye 660 à 662   |           | caisse soudée ; quatre travées en en seconde classe et quatre en troisième |
| C4i-34     | 60                     | 1934 - 1935            | Bye 663 à 664   |           | caisse soudée                                                              |

## Carrière

### Avant-guerre
À partir de 1930, les nouvelles Eilzugwagen sortent d’usine en grandes quantités et permettent d’assembler des rames homogènes et de reléguer les voitures d’avant-guerre vers d’autres services. Toutes les grandes séries de cette tranche seront mises au point en 1930 et 1931 (avec l’apparition des premiers fourgons à bagages assortis) et leur production se poursuivra jusque 1933.
En dépit du succès indéniable de ces voitures rivetées, la DRG décide de tirer profit des derniers progrès en matière de soudure en commandant de petites séries de voitures à caisse, en partie ou en totalité soudées en 1932 et 1933. Il commandèrent également 90 voitures mixtes de construction classique mais avec une répartition différente des classes.
Pour augmenter la capacité des trains "Karwendel", la DRG commanda une nouvelle tranche de voitures qui étaient cette fois-ci identiques aux voitures pour trains express mis à part leur aménagement intérieur, leur livrée et la présence de soufflets. Cette série comptait 
- 8 voitures mixtes de deuxième et troisième classe avec un compartiment de première
- 21 voitures de troisième classe
- quelques fourgons de type Pw4i-32 furent équipés d’une cuisine et utilisés avec ces trains

Les voitures soudées ayant fait la preuve de leur solidité et d’une masse moins élevée appréciable en service, 116 de ces voitures furent commandées en 1934 et livrées, au plus tard en 1935. L'aspect des toitures, portes et fenêtres restait le même que celui des voitures de 1930.
Comme dans le cas des voitures "grandes lignes" qui avaient expérimenté la soudure et verront apparaître de nouvelles séries à l’aspect plus moderne à partir de 1935, de nouvelles séries, soudées et plus confortables, seront mises en chantier à partir de 1935 et produites jusque 1941. Il s’agit des Eilzugwagen des types 1935 à 1937. Elles seront utilisées conjointement avec les voitures des tranches 1928 à 1934, notamment à cause du fait que ces tranches ultérieures ne comprenaient que peu de voitures mixtes et aucune voiture de seconde classe ou fourgon à bagages. À partir de 1939, une dernière tranche allégée et munie de jupes sera mise en service à leurs côtés.

### Seconde Guerre mondiale
En dépit de la guerre, le service des trains express continue mais deviendra de plus en plus morcelé au fur et à mesure des destructions et pénuries de matériaux. Le matériel à voyageurs sera également utilisé en Allemagne et dans les pays occupés comme poste de commandement (fixe ou mobile), pour le transport des blessés sur des brancards (de nombreuses Eilzugwagen seront ainsi converties grâce à leurs grandes portes et leur intérieur à couloir central). À la fin du conflit, les Allemands tenteront d’évacuer tout le matériel en état de marche lorsque les voies étaient encore praticables et saboteront ce qui ne peut être évacué. Lorsque le pays capitule, il reste du matériel ferroviaire allemand dans toute l'Europe dont un grand nombre de voitures avariées, inutilisables dans l’immédiat voire détruites au-delà de toutes réparations.
Les pays libérés conserveront souvent, en partie ou en totalité, le matériel roulant abandonné par l’envahisseur. Dans ce lot hétéroclite se trouvaient des voitures pour trains express.

### Deutsche Bundesbahn
Durant l’immédiat après-guerre, il n’est pas question de faire rouler des trains rapides (l’état du réseau et des locomotives ne le permettant pas). Seul le matériel capable de rouler ou facilement réparable est employé, sans toujours tenir compte de sa fonction d’origine.
Les chemins de fer furent d’abord organisés en fonction des quatre grandes zones d’occupation avec un chemin de fer commun à partir de 1946 pour les zones américaines et britanniques et un autre organisme pour la zone française. Ils seront rattachés en 1949, lors de la création de la   République fédérale d'Allemagne pour former la Deutsche Bundesbahn.
Les voitures pour trains express restées sur le territoire de la future république fédérale d’Allemagne seront progressivement réparées et remises en service tandis qu’une partie du matériel retrouvé à l’étranger (France, Belgique, Pays-Bas) sera échangé contre du matériel de ces pays retrouvé en Allemagne de l'ouest. Certaines voitures dans un état lamentable durent être quasi intégralement reconstruites ou envoyées à la ferraille.
En attendant la mise en service de matériel neuf, 30 voitures inspirées des Eilzugwagen d’avant-guerre mais soudées, munies d’une seule toilette et de portes à un battant (22 C4üpwe-50/38 de troisième classe et huit BC4üwe-50/38 mixtes).
Les anciennes voitures-ambulance furent en grande partie reconverties en matériel à places assises mais quelques-unes furent transformées en voitures-lits ou voitures-couchettes rudimentaires en attendant la mise au point de matériel neuf.
En 1956, la troisième classe disparaît et c’est le moment où la DB en profite pour moderniser ou harmoniser ces voitures qui avaient subi de nombreux changements ou réparations durant la guerre. Ces modifications impliquèrent
- La conversion de l’ancienne deuxième classe qui devient première classe et de l’ancienne troisième classe qui devient seconde classe
- Le remplacement des intercirculations ouvertes par des soufflets
- Le remplacement des banquettes en bois de disposition 2+3 par des banquettes rembourrées en similicuir en seconde classe
- Le remplacement des sièges en disposition 3 + 1 par des compartiments de 3 rangées de sièges
- L'installation d’un nouvel éclairage fluorescent à la place des ampoules
- Un nouveau ton de vert, plus clair avec une ligne de ceinture noire, à la place du vert d’avant-guerre (dans les années 1960)

Quelques voitures mixtes-buffet avec une moitié de seconde classe et une moitié restaurant furent construites à partir d’anciennes voitures de troisième classe (surtout des voitures soudées de 1936).
En 1968, toutes ces voitures changèrent de dénomination, voir tableau des types de voitures.
À partir des années 1970, la DB disposa d’assez de matériel moderne pour reléguer ces voitures employées dans des express semi-directs vers des tâches subalternes et entamer la radiation de ces voitures, la plupart disparut vers le milieu des années 1980 et les fourgons, dont certains virent leur vigie supprimée, eurent droit à un léger sursis pour accompagner des rames de voitures "Silberligen".
En dehors de quelques véhicules reconvertis en matériel de service ou en dortoir sur les chantiers, toutes avaient été radiées avant la réunification allemande.

### Deutsche Reichsbahn
Mis à part pour ce qui concerne les échanges de voitures (le matériel, qu'il fut allemand ou d'un pays conquis par les Allemands) était généralement considéré comme prise de guerre par les Soviétiques et ne fut que rarement échangé, la condition du matériel remorqué juste après la capitulation fut la même que dans les zones d'occupations américaines, britanniques et françaises avec, de surcroit, le démantèlement des caténaires et la saisie d’une bonne partie des locomotives électriques. 
Le manque de moyens impacta les efforts destinés à compenser la vétusté de bon nombre de locomotives de vitesse mais le trafic entama progressivement sa reprise.
En 1949, les chemins de fer, gérés par les forces d’occupation, passèrent sous le contrôle du gouvernement de la République démocratique allemande, nouvellement créée, ils conservèrent leur nom d’avant-guerre.
La troisième classe disparaît et les trains omnibus ou de banlieue ne comptaient que des places de seconde classe.
Quant aux Eilzugwagen, elles sont utilisées sur des trains express et rapides en compagnie de voitures pour trains directs et de matériel étranger. Lors de la remise en état du matériel roulant, la DR en profita pour installer des soufflets et effectuer des retouches aux intérieurs.
À partir de 1960, la DR, qui a un besoin criant de matériel moderne pour ses trains rapides et express mais, faute de moyens, ne peut pas acheter assez de matériel neuf, décide de transformer sa flotte hétéroclite de voitures grandes lignes et express en créant les Modernisierungswagen : des voitures pour trains rapides à compartiments. Une bonne partie des Eilzugwagen seront ainsi reconstruites. 
Seuls les châssis et les bogies sont conservés et, après une mise à la même longueur, reçoivent une caisse neuve. La Deutsche Bundesbahn réalisa le même processus mais avec du matériel plus ancien et plus court destiné aux trains omnibus, les Umbauwagen à bogies ou à trois essieux tandis que les voitures pour trains express ou directs ne seront pas reconstruites et seront utilisées comme telles jusqu’à leur mise au rebut. La DR fera d’ailleurs pareil avec les voitures reko, à bogies ou à essieux.
Certaines voitures ne seront cependant pas modifiées et continueront leur carrière jusqu’à la mise en service de matériel neuf, certaines reçurent des bourrelets UIC.

### Reste de l'Europe

#### Autriche
En 1938, lors de l'Anschluss, les Chemins de fer autrichiens (BBÖ), qui employaient encore beaucoup de matériel en bois, datant parfois de l’Empire austro-hongrois, passèrent sous le contrôle direct de la DRG qui affecta du matériel allemand en Autriche.
À la libération, il restait beaucoup de matériel allemand en Autriche. Manquant de matériel moderne et devant panser leurs plaies, les Autrichiens lancèrent des programmes de modernisation et de métallisation du matériel d’avant-guerre.
Dans les années 1960, les Eilzugwagen étaient encore indispensables en trafic intérieur et seront lourdement modernisées avec
- de nouveaux intérieurs
- des fenêtres en deux parties dont la partie supérieure coulissait vers le bas
- des bourrelets UIC sur cadres métalliques

Dans les années 1970, les voitures encore en service perdront leur livrée vert sapin au profit de la livrée "Jaffa" (ainsi nommée à cause des biscuits "Jaffa") mélangeant le beige et l’orange sanguin. La carrière de ces voitures se termine à la fin des années 1980.

#### Belgique
Après divers échanges avec la DB, il reste quelques voitures en Belgique en 1950 qui seront utilisées durant une vingtaine d’années avant qu’elles ne soient transformées en matériel de service puis démolies. 

#### France
Une centaine d'Eilzugwagen de toutes les tranches (1930 à 1943) se retrouveront en France et, aux côtés de quelques Schnellzugwagen, seront utilisées par la SNCF sur la ligne de Vincennes, d'où leur nom d'usage de « voitures Bastille », d'après le nom de la gare de la Bastille, terminus de la ligne. Elles termineront leur carrière dans le sud de la France.

#### Pologne
Lorsque la Pologne fut libérée et se vit dotée de territoires autrefois allemands, beaucoup de matériel roulant allemand se retrouva en Pologne, parmi lesquels des voitures pour trains express qui seront utilisées, aux côtés du matériel polonais rescapé du conflit et de matériel "prise de guerre" d’origine étrangère, jusqu’à ce que du matériel neuf les relègue aux omnibus et comme matériels de service.

## Préservation
De nombreuses voitures de cette série sont préservées en Allemagne, parfois statiques et parfois en état de marche.
Il subsiste quelques voitures, restaurées ou en attente de restauration. En France, quelques voitures, "Bastille" sont préservées, celles utilisées par le Train à vapeur des Cévennes sont des modèles plus récents, construits pendant la guerre.